# 光速大冒險PIPOPA
《光速大冒險PIPOPA》（ネットゴーストPIPOPA）為日本東京電視台於2008年推出的動畫作品，並於同年推出漫畫，次年推出了Nintendo DS遊戲軟體。

## 故事大綱
故事主角秋川勇太，是一個對現代科技反感的小男孩。自從全家搬到「上舞市」這座充斥著高科技氣息的城市後，直到有一天，他將手機打開後，被吸入了手機內部的虛擬實境，遇見了三個在虛擬世界活動的精靈─小霹、小波與小帕，展開了一場不可思議的虛擬世界旅程……

## 人物介紹

### 主要人類
- 秋川勇太（あきかわ ゆうた）

配音員：日：佐藤利奈／台：龍顯蕙／香港：陸惠玲
本劇主角，是個11歲的小五生，個性懦弱、膽小卻十分善良。喜歡體育節目。
於第18話提及他和進藤守一様是雙子座。
對電腦十分不在行且對其心生恐懼，但他對天文學有濃厚的興趣。
某日，他開啟手機的時候，被吸進了手機內的虛擬實境，遇見了三隻在虛擬世界的精靈：小霹、小波與小帕，並與它們展開了一場奇幻旅程。在對網絡世界的探索中，逐漸學會了勇氣和信任。
第49集被相澤讓軟禁在未來夢想公司，並且被他沒收手機，直到被朋友們救才拿回手機。
- 祖父江光（祖父江 ひかる／そふえ ひかる）

配音員：日：矢作紗友里／台：許淑嬪／香港：劉惠雲
本劇女主角，雙馬尾。勇太的同學，個性活潑且具好奇心，經常跟勇太一起行動。
她本身對上舞市所發生的一切有相當程度的了解。
對愛情算命感興趣，她希望自己的命中註定的真命天子是相澤先生或勇太。
於第12話發現秋川勇太進行網絡潛水，並於第13話首次與秋川勇太進行網絡潛水。愛好包括種植植物和自然環境，也喜歡看奧茲卡雷的網站（凡爾賽玫瑰）。
第49集被相澤讓軟禁在未來夢想公司，並且被他沒收手機，直到被朋友們救才拿回手機。
- 進藤守（しんどう まもる）

配音員：日：笹島かほる／台：姚敏敏／香港：陳凱婷（第1-2集）→黃鳳英（第3集起）
勇太最要好的朋友，對電腦十分在行，且專精程式設計。
於第18話提及他和秋川勇太一様是雙子座。
經常幫助勇太克服電腦方面的疑難雜症，並在勇太於虛擬世界有難時伸出援手。
因為看到勇太進行網絡潛水，於是自行研究網絡潛水程式，但多次研究也不成功，於是前往德國找祖父佛瑞斯特博士幫忙，並答應和佛瑞斯特博士的意識融合來進行網絡潛水。
但是後來佛瑞斯特博士將他的意識封印，令到他陷入昏迷，後來在第51集因為賽蓮的力量而解除封印，並且與佛瑞斯特的意識分離。
第51集起可自行進行網絡潛水。

### 主要精靈
- 小霹（Pit）

配音員：日：白石涼子／台：劉如蘋／香港：鄭麗麗、程文意（第7-8集）
全身橘紅色的精靈，具有變形為汽車與航空器的能力。
喜歡惡作劇且行動十分敏捷。有一種試圖保護某人的正義感。
個性十分急躁，且有強烈的幽閉恐懼症，害怕幽灵。
- 小波（Pot）

配音員：日：新井美／台：許淑嬪／香港：羅杏芝
全身黃色的精靈，食量極大且力大無窮，容易跟其他人打成一片，具有天然呆性格。
- 小帕（Pat）

配音員：日：矢部雅史／台：姚敏敏／香港：許盈、黃鳳英（第13-14集）
全身藍色的精靈，戴著一副眼鏡，頭腦十分靈光，擅長數據分析能力。
為人彬彬有禮，但也有不知變通的頑固特質。
上述三者合稱為「PiPoPa」，皆以成為“超強網路小精靈”為目標；但是他們十分不喜歡被這樣稱呼，尤其是小霹聽到這個稱呼的時候會生氣地大喊「別叫我們PiPoPa！」。秋川勇太可以透過他們進入網絡世界。
- 布布／賽蓮（プー／セイレーン，Pu／Siren）

配音員：日：豐崎愛生、高垣彩陽（歌聲）／台：許淑嬪、姚敏敏（歌聲）／香港：高可慧、林元春（第41-45集）
它是「未來夢想公司」的極高機密，具有極為神祕的色彩。
有旺盛的好奇心，口頭禪為「噗～」。因此小霹將它取名布布，會毫不猶豫地親吻別人。
曾遭到「未來夢想公司」囚禁，在它被勇太和「PiPoPa」救出後，便與他們一起行動，合稱為「PiPoPaPu」。原本是佛瑞斯特博士→勇太的網路精靈，後來在第51集變成守的網路精靈。
曾經消失過兩次，一次是阻止佛瑞斯特博士的計畫；另外一次是保護勇太他們。
已經重生兩次，第一次是在未來夢想公司裡面重生；另外一次在近藤守的電腦重生。
賽蓮在2008年角色最萌大賽第一次預選第二十場中排第65位（11票，落選）。

### 上舞第三小學校
- 江之島一茂（江ノ島 カズシゲ／えのしま かずしげ）

配音員：日：三戶崇史／台：宋克軍／香港：袁淑珍、黃鳳英（第7-8集）
勇太的同班同學，身材壯碩，雖然有時會以蠻力欺負他人，但其實也有善良跟講義氣的一面。
暗戀小光，再加上沙也加轉校後，他對沙也加一見傾心，同時喜歡上了光和沙也加，將跟她們兩個十分親近的勇太視為勁敵。
自家經營和菓子屋。
名字源自於日本棒球選手長島茂雄之子長島一茂。
於第19話聽到祖父江光與秋川勇太在閒聊，於是前去查看，結果便看到秋川勇太與祖父江光在準備網絡潛水，於是便抓住秋川勇太，就這樣開始了江之島一茂的第一次網絡潛水。為了和勇太一起守護網絡世界，兩人經常一起行動，逐漸相處融洽。
第49集被相澤讓軟禁在未來夢想公司，並且被他沒收手機，直到被朋友們救才拿回手機。
- 松下修造（松下 シュウゾウ／まつした しゅうぞう）

配音員：日：代永翼／台：呂詠均／香港：黃麗芳
一茂的朋友，自家經營便利商店。
第50集開始靠著勇太他們才能進入網路世界，之後可以自由進出。
- 北山康介（北山 コースケ／きたやま こうすけ）

配音員：日：矢口麻美／台：劉如蘋／香港：蔡惠萍、梁少霞（第3-4集）
一茂的朋友，專長為機械。
第50集開始靠著勇太他們才能進入網路世界，之後可以自由進出
- 沙也加・艾蓮柯娃（サヤカ・エレンコワ）

配音員：日：宮崎羽衣／台：劉如蘋／香港：黃淑芬
於本劇第27集初登場，是位日俄混血兒，於第36集揭露她就是網路女神，並發現她在5歲時曾經偷看她的母親電腦的資料，之後更自行完成網絡潛水程式，並決定守護網絡世界，可惜於第35集進行網絡潛水時被迪瓦因・佛瑞斯特的病毒感染而昏迷，後來因為母親賽可・艾蓮柯娃而想起5歲時聽過的網絡小精靈故事，最後成功解毒。
不但容姿端麗，且十全十美。
曾經無法進入網路世界，只能待在自己的電腦空間，所幸有聽到網路精靈小狗波爾森呼叫才能進入網路世界，容貌也變得更接近原來的面貌。
第48集支援勇太他們的時候，自己的筆記型電腦的CPU卻發生過熱現象，動彈不得，被迪瓦因攻擊之際，所幸她的網路精靈波爾森保護她，才沒有失去性命，但是沒辦法網路潛水，後來在第50集靠著勇太他們才能網路潛水。
- 雪谷花梨（ゆきたに かりん）

配音員：日：高垣彩陽／台：姚敏敏／香港：梁少霞
於本劇第7話登場，自幼體弱多病，因此較班上同學晚一年入學；但她成績優秀，希望可以成為醫生。
自家經營旅館「雪谷亭」。
第46集因受到歐里哈爾康碎片的影響，展開網路潛水，對工作充滿熱情，還在網絡世界的雪谷亭幫忙。爾後被勇太他們帶回到現實世界。
第50集再次進入網路世界。
2008年角色最萌大賽第一次預選第四場中排第56位（26票，落選）。
- 久瀨拓海（くぜ たくみ）

配音員：日：儀武優子／台：劉如蘋／香港：張頌欣
勇太班上的班長，個子矮小且帶著眼鏡，十分聰明。
- 浦澤京子（うらさわ きょうこ）

配音員：日：豐崎愛生／台：劉如蘋
勇太的同學，髮色為橘色。
- 本條千鶴（ほんじょう ちづる）

配音員：日：世戶沙織／台：龍顯蕙
勇太的同學。
- 村田繪理子（村田 エリ子／むらた えりこ）

配音員：日：木下紗華／台：姚敏敏／香港：朱妙蘭
上舞第三小學校5年3組的班主任。以「繪理繪理」的化名作為網絡偶像有著相當高的人氣。和相澤兩情相悅。
2008年角色最萌大賽第一次預選第十場中排第91位（6票，落選）。

### 網路世界
- 網路女神（ネットヴィーナス，Net Venus）

配音員：日：清水香里／台：姚敏敏／香港：林芷筠
她是個穿梭於網路世界的神秘人物，常在勇太和「PiPoPa」三人組身邊出現，並幫助他們解決困難。勇太等人知道她是沙也加的身份，然而發生一段時間不能進行網路潛水，後來透過網路精靈小狗波爾森進入網絡世界，容貌也變得更接近原來的面貌。有一個像電纜一樣的武器，可以分解程序和病毒，像鞭子一樣操縱它來刪除目標。
2008年角色最萌大賽第一次預選第五場中排第75位（9票，落選）。
- 阿嗶（Bit）

配音員：日：丸山壯史／台：宋克軍／香港：蔡惠萍
- 阿啵（Bot）

配音員：日：木下紗華／台：龍顯蕙／香港：張頌欣
- 阿霸（Bat）

配音員：日：儀武優子／台：呂詠均／香港：林芷筠
上述三者合稱為「BiBoBa」（日文發音為濁音），與「PiPoPa（日文發音為半濁音）」三人組為死對頭，個別為綠色、深紅色與紫色的精靈，它們都有戴墨鏡。江之島一茂可以透過他們進入網絡世界。不喜歡被稱呼「BiBoBa」，會生氣地大喊「別叫我們BiBoBa！」。
- 艾可隆（エコロン）

配音員：日：石川綾乃／台：龍顯蕙／香港：蔡惠萍
居住在環保網站的精靈，於第21集出現，祖父江光可以透過他進入網絡世界。
- 布丁丁（プリリン）

配音員：日：世戶沙織／台：劉如蘋／香港：高可慧、林元春（第41-45集）
是居住於祖父江十三電腦長達四十年的精靈，非常愛慕十三，稱他為「十三老爺」。於第29集向十三現出容貌。
- 多拉邊（トラベン）

配音員：日：三戶崇史／台：宋克軍／香港：高可慧、林元春（第41-45集）
居住於鐵路交通機關設施，經常搭乘火車四處旅行。
- 薩擎

配音員：日：丸山壯史／台：宋克軍／香港：麥皓豐
居住在某搜尋網站的精靈，外型像大樹。
- 修賓

配音員：日：COON／香港：程文意
勇太的媽媽優子常拜訪的購物網站內所居住的精靈。
- 格魯曼／美食人（グルマン）

配音員：日：丹澤晃之／台：宋克軍／香港：陳卓智
居住於「上舞第三小學校」營養管理網站內的精靈，曾被「PiPoPa」三人組欺侮而性情大變。
- 戴歐德爾（テオドール）

配音員：日：大川透／台：宋克軍／香港：陳欣
在本劇第三話登場，外觀為穿著西裝，且居住在圖像網站內的精靈。
喜歡收藏畫作，為了收藏而不擇手段巧取豪奪他人的作品。
- 旅嚕嚕（ホルルン）（配音員：日：COON／台：許淑嬪／香港：黃鳳英）、館嚕嚕（テルルン）（配音員：日：儀武優子／台：龍顯蕙／香港：黃淑芬）

為旅館「雪谷亭」的精靈，本來已停止更新，後來在勇太與「PIPOPA」的幫助之下恢復了以往的盛景。
- 盧安

配音員：日：飯島肇／台：宋克軍
居住於網路動畫網站的精靈。特別喜歡看電影，用釣魚方式進行影音下載。有一次小霹、小波與小帕惡作劇，盧安將他們三人以魚拓的方式納為自己的收藏。
- 宇宙人（コスモン）

配音員：日：世戶沙織／台：龍顯蕙／香港：蔡惠萍
居住於宇宙網站的精靈。關於宇宙的事情不管什麼都能說明。
- 記憶靈（メモリン）

配音員：日：木下紗華／台：龍顯蕙
居住於祖父江光父親電腦裡的精靈，隨著資料的消失，它也跟著消失了。
- 阿準

配音員：日：矢口麻美／台：呂詠均／香港：林丹鳳
居住於占卜網站的精靈。外表是老奶奶的樣子。
- 起鬨導航（ヤジナビ）

配音員：台：呂詠均／香港：謝潔貞
居住於交通管理系統網站的精靈。教導方向方面的事情。
- 清潔員（クリーニン）

配音員：日：丹澤晃之／台：宋克軍／香港：雷碧娜
居住於垃圾場網站的精靈。
- 雜貨人（ダガシン）

配音員：日：丸山壯史／台：宋克軍
居住於馱果子屋網站的精靈。
- 翻譯君（ヤクスン）

配音員：日：深澤智義／台：宋克軍／香港：黃鳳英
居住於翻譯網站內的精靈。
- 製作王（デレクトン）

配音員：日：魚建／台：宋克軍／香港：劉昭文
居住於網路偶像網站內的精靈。
- 旅遊力士（ツーリストン）

配音員：日：丸山壯史／台：宋克軍
居住於旅遊網站內的精靈。
- 膠囊醫生（カプルン）

配音員：日：川野剛稔／台：宋克軍／香港：劉昭文
居住於醫院網站內的精靈。

### 未來夢想公司（Dream Future Inc.）
- 佛瑞斯特博士（ドクターフォレスト）

配音員：日：飯島肇／台：吳東原／香港：黃子敬
「未來夢想公司」的創始人，進藤守的外祖父，全名是亞歷士・佛瑞斯特，祖父江十三的大學同學，但立場與祖父江十三相左。
第51集因為賽蓮的力量，導致佛瑞斯特博士與進藤守的意識分離而消失，導致在現實世界死亡。
- 迪瓦因・佛瑞斯特（ディバイン・フォレスト）

配音員：日：中村悠一／台：宋克軍／香港：巫哲棋、黃鳳英（進藤守的意識）、黃子敬（佛瑞斯特博士的意識）
本劇最強大的敵人，是個企圖將上舞市的一切與網路世界掌握於其手中的野心家。
由佛瑞斯特博士與進藤守的意識結合而成，不過到了第51集，因為賽蓮的力量，導致佛瑞斯特博士與進藤守的意識分離而消失。
- 未來夢想公司四天王

- 亞修

配音員：日：元村哲也／台：吳東原／香港：黃榮璋
北美分部長。
- 蘭雅

配音員：台：龍顯蕙／香港：黃鳳英
亞洲分部長。
- 法蘭索瓦（フランソワ）

配音員：台：吳東原／香港：黃麗芳→李凱傑
歐洲分部長。
- 穆罕默德（モハンマド）

配音員：日：原田晃／台：宋克軍／香港：陳廷軒
北非分部長。
- 風間壬（風間 ジン／かざま じん）

配音員：日：矢部雅史／台：宋克軍／香港：陳卓智
「未來夢想公司」日本分部長，曾研製出超級電腦「賽蓮」。
之後因為犯罪行為遭到逮捕，爾後逃獄。
第40集因為被佛瑞斯特的攻擊而被刪除資料，導致在現實世界昏迷。在最後一集中與阪本一起出現並研發了新病毒。
- 阪本梓（坂本 あずさ／さかもと あずさ）

配音員：日：高垣彩陽／台：許淑嬪／香港：程文意
風間壬的秘書。
- 平目富雄（ひらめ とみお）

配音員：日：丹澤晃之／台：宋克軍／香港：劉昭文
在風間壬被捕後，接任「未來夢想公司」的日本分部長，後來轉到和菓子店工作。
- 真知子（まちこ）

配音員：日：矢口麻美／台：劉如蘋
為勇太之母優子的部屬。
- 關原貴志（せきはら たかし）

配音員：日：深澤智義／台：宋克軍
為「未來夢想公司」的保安人員。
- 大江政博（おおえ まさひろ）

配音員：日：原田晃／台：李世揚
為「未來夢想公司」的保安人員，戴著一副眼鏡。

### 家人
- 秋川健太（あきかわ けんた）

配音員：日：志村知幸／台：宋克軍／香港：陳廷軒
勇太的父親，是個職業攝影師。和妻子優子的關係依然很好，優子的早安親吻是他的日常。
- 秋川優子（あきかわ ゆうこ）

配音員：日：世戶沙織／台：姚敏敏／香港：黃麗芳
勇太的母親，為「未來夢想公司」的員工（程序员）。和丈夫健太的關係依然很好，是一個關心全家人的媽媽。
2008年角色最萌大賽第一次預選第二十場中排第80位（7票，落選）。
- 祖父江十三（そふえ じゅうぞう）

配音員：日：丸山壯史／台：宋克軍／香港：林保全、盧國權（第17話代配）、陳卓智（大學生時）
祖父江光的祖父，為上舞大學的教授，專長為情報工學，也是人工智慧與網際網路的權威。
十分疼愛孫女。
- 光的父親（ひかるの父）

配音員：日：深澤智義／台：宋克軍／香港：黃榮璋
雜誌編輯，與妻子離婚。不擅長打掃衛生，不過他一直對小光無微不至的照顧，小心翼翼地保存著和小光回憶的照片。
- 光的母親（ひかるの母）

配音員：日：水森寺壽香／台：劉如蘋
糕點研究者。
- 守的父親（守の父）

配音員：日：丸山壯史／台：宋克軍、吳東原（第37集之後）／香港：黃啟昌
亞歷士・佛瑞斯特博士反對他與守的母親結婚，而後兩人一起私奔。
- 守的母親（守の母）

配音員：日：井上奈奈子／台：龍顯蕙
本名是“雷歐娜・佛瑞斯特／進藤雷歐娜（進藤レオナ）”，金色長髮，她擔心自己的守，越來越像他的父親佛瑞斯特博士。
- 江之島茂雄（江ノ島 シゲオ／えのしま しげお）

配音員：日：丸山壯史／台：李世揚、吳東原（第21集之後）／香港：劉昭文
一茂的父親，為「上舞銀座商店街」的會長，自營和菓子店。
- 雪谷月乃（ゆきたに つきの）

配音員：日：久保田民繪／台：劉如蘋／香港：黃鳳英
花梨的祖母，為旅館「雪谷亭」的主人，丈夫「雪谷花彥」已故。
- 雪谷花代（ゆきたに はなよ）

配音員：日：木下紗華／台：龍顯蕙／香港：張頌欣
花梨的母親。
- 雪谷月彥（ゆきたに つきひこ）

配音員：日：丹澤晃之／台：宋克軍／香港：馮錦堂
花梨的父親。

### 其他人物
- 相澤讓（あいざわ ゆずる）

配音員：日：東地宏樹／台：宋克軍／香港：馮錦堂
是一位資訊管理局的人，曾經在和菓子店工作，實際上是調查風間壬。和繪理子兩情相悅。
風間壬死後，暫時變成未來夢想公司的日本分部長。
第49集把勇太、光和一茂軟禁未來夢想公司，並且沒收他們的手機，後來是勇太的朋友們破解未來夢想公司的軟禁房間而歸還。
- 賽可・艾蓮柯娃（セイコ・エレンコワ）

配音員：日：清水香里／台：姚敏敏／香港：程文意
沙也加的母親。因生病而住院，曾是祖父江十三的助手。
- 東海林（しょうじ）

配音員：日：元村哲也／台：李世揚、吳東原（第21集之後）
祖父江十三的助理，上舞大學的勤務。
- 海原大洋（かいばら たいよう）

配音員：日：石住昭彥／台：宋克軍／香港：譚炳文
網路電視台「維京電視台」台長，他的電視台網路系統被風間壬暗中破壞，在無法繼續經營的狀況下被未來夢想公司合併。

## 主題曲
- 片頭曲「パスワード@PIPOPA」（第2～26話）

作詞：岩田直美、作曲：岩崎元是、編曲：岩崎元是、歌：豐後敦子
- 片頭曲「Get On Up」（第5～26話）

作詞：Yoko Hiji、作曲：Ryuichiro Yamaki、歌：杉本姐妹
- 片頭曲「パスワード@PIPOPA」（第27～50話）

作詞：岩田直美、作曲：岩崎元是、編曲：藏屋智久、歌：COON
- 片尾曲「星キラリ」（第1～26話）

作詞：野口圭、作曲：暮部拓哉、歌：COON
- 片尾曲「ヴァーチャル☆ラブ」（第27～50話）

作詞：Yoko Hiji、作曲：Ryuichiro Yamaki、歌：杉本姐妹
- 片尾曲「パスワード@PIPOPA」（第51話）

作詞：岩田直美、作曲：岩崎元是、編曲：藏屋智久、歌：COON

## 各話列表
| 話數 | 日文標題                       | 香港標題               | 台灣標題              | 劇本       | 分鏡             | 演出             | 作畫監督                   |
| ---- | ------------------------------ | ---------------------- | --------------------- | ---------- | ---------------- | ---------------- | -------------------------- |
| 1    | ヨウコソ@ネットセカイヘ        | 歡迎來到 網絡世界      | 歡迎來到＠網路世界    | 山田靖智   | 木村真一郎       | 鈴木行           | 山形孝二                   |
| 2    | カエリタイ@カエレナイ          | 想回家, 但不能回去     | 想回去＠回不去        | 山田靖智   | 木村真一郎       | 松浦錠平         | 高野和史 佐藤敏明 津曲大介 |
| 3    | ガッコウヘ@イコウ!?            | 上學去                 | 到學校@去吧！？       | 網谷正治   | 所俊克           | 左藤洋二         | アミサキリョウコ           |
| 4    | ヒカル@プリン@オジイチャン     | 小光 布丁 爺爺         | 小光@布丁@爺爺        | 伊藤美智子 | 横山淳一         | 齋藤徳明         | 梶浦紳一郎 山形孝二        |
| 5    | ビボバ@サンジョウデゴザイマス  | BiBoBa, 三隻精靈出現了 | BIBOBA@拜見是也       | 滝晃一     | 白土武           | いとがしんたろー | 安形佳己                   |
| 6    | チャンネル@ウォーズ            | 電視頻道世界           | 頻道@大戰             | 樋口達人   | 岡佳広           | 美甘義人         | 鎌田祐輔                   |
| 7    | リョカン@ユキタニテイ          | 旅館雪谷亭             | 旅館@雪谷亭           | 伊藤美智子 | 松浦錠平         | 松浦錠平         | 松下純子 高野和史          |
| 8    | ユウタ@カイシャホウモン        | 勇太 參觀公司 我出去了 | 勇太@參觀公司         | 山田靖智   | 鈴木行           | 鈴木行           | 山形孝二 山田勝            |
| 9    | ハタラケ@アイザワ              | 快工作@相沢            | 快工作@相澤           | 網谷正治   | 所俊克           | 中村近世         | アミサキリョウコ           |
| 10   | マモルトユウタ@                | 阿守與... 勇太         | 守與勇太@             | 滝晃一     | 玉川真人         | 玉川真人         | 井口忠一                   |
| 11   | オペレーション@ピポパ          | 作戰行動, PIPOPA       | 作戰行動@PIPOPA       | 樋口達人   | 白土武           | 左藤洋二         | 澤田貴秋 若野哲也          |
| 12   | ネットサーファー@ユウタ        | 網絡衝浪者... 勇太     | 網路衝浪者@勇太       | 山田靖智   | 松浦錠平         | 矢花馨           | 松下純子 佐藤敏明          |
| 13   | ヒカル@ネットダイブ            | 小光 網絡潛水...       | 小光@網路潛水         | 山田靖智   | いとがしんたろー | いとがしんたろー | 安形佳己                   |
| 14   | タナバタ@バージョンアップ!?    | 七夕 版本 升級         | 七夕@版本升級         | 網谷正治   | 所俊克           | 斎藤徳明         | 梶浦紳一郎                 |
| 15   | ネットゴースト@ダイシュウゴー! | 大集合                 | 網路小精靈@大集合！             | 滝晃一     | 岡佳広           | 岡佳広           | 鎌田祐輔                   |
| 16   | ヒカル@ヤクソク@ナツヤスミ     | 小光 暑假... 約定了    | 小光@約定@暑假        | 樋口達人   | 玉川真人         | 玉川真人         | 山形孝二 井口忠一          |
| 17   | ダイスキ@ジュウサマ♥           | 最喜歡十三老爺 布丁丁  | 最喜歡@十三老爺       | 伊藤美智子 | 松浦錠平         | 松浦錠平         | 佐藤敏明 松下純子          |
| 18   | マモル@                        | 阿守                   | 守@                   | 山田靖智   | 白土武           | 美甘義人         | 山田勝                     |
| 19   | カズシゲ@マナツノユメ          | 一茂 仲夏之夢          | 一茂@仲夏之夢         | 網谷正治   | 鈴木行           | 鈴木行           | 安形佳己                   |
| 20   | マイゴ@マイゴ@マイゴ           | 迷路@迷路@迷路         | 迷路@迷路@迷路        | 樋口達人   | 博多正寿         | 中村近世         | アミサキリョウコ           |
| 21   | スイーパー@ヒカル              | 清道夫@小光            | 清道夫@小光           | 伊藤美智子 | 所俊克           | 左藤洋二         | 澤田貴秋                   |
| 22   | （カズシゲ+ビボバ）2@          | 一茂 和BIBOBA的事件    | 一茂與BIBOBA的事件@   | 滝晃一     | 木村真一郎       | 磨積良亜澄       | アベ正己 一居一平          |
| 23   | プー@セイレーン                | 布布 賽蓮              | 布布@賽蓮             | 山田靖智   | 後信治           | いとがしんたろー | 奈良岡光                   |
| 24   | プー!@プー!@プー!              | 布布 布布 布布         | 布布！@布布！@布布！  | 網谷正治   | 松浦錠平         | 松浦錠平         | 佐藤敏明 松下純子          |
| 25   | ピポパ@ピポパプー!             | PiPoPa PiPoPaPu        | PIPOPA@PIPOPAPU！     | 樋口達人   | 下田正美         | 玉川真人         | 伊佐英朗                   |
| 26   | @ミンナダイスキ                | 我最喜歡大家           | @最喜歡大家           | 滝晃一     | 白土武           | 齋藤徳明         | 梶浦紳一郎                 |
| 27   | ネットゴースト@ピポパプー?     | 網絡小精靈 PIPOPAPU?   | 網路小精靈@PIPOPAPU？ | 伊藤美智子 | 美甘義人         | 美甘義人         | 山形孝二                   |
| 28   | サヤカ@テンコウセイ            | 沙也加 轉校生...       | 沙也佳@轉學生         | 樋口達人   | 所俊克           | いとがしんたろー | 鎌田祐輔                   |
| 29   | ナリタイ@ネットアイドル☆       | 很想成為 網路偶像      | 想成為@網路偶像       | 滝晃一     | 竹下健一         | 中村近世         | 山田勝                     |
| 30   | スランプ@ポエム@ダイナゴン     | 低潮@詩歌@大納言       | 低潮@詩歌@大納言      | 網谷正治   | 松浦錠平         | 松浦錠平         | 佐藤敏明 松下純子          |
| 31   | ケイサン@パ@パット             | 計算@超簡單            | 計算@超@簡單          | 山田靖智   | 岡佳広           | 岡佳広           | アベ正己 一居一平          |
| 32   | ホップ@スタンプ@レベルアップ   | 跳躍@蓋印@升級         | 跳躍@蓋印@升級        | 樋口達人   | 玉川真人         | 玉川真人         | 伊佐英朗 梶浦紳一郎        |
| 33   | ギガ@パニック!                 | 恐慌                   | GIGA@恐慌             | 網谷正治   | 齋藤徳明         | 齋藤徳明         | 岩佐とも子                 |
| 34   | トラベル@トラブル@ラブラブ     | 旅行 浪漫 爸爸媽媽     | 旅行@麻煩@卿卿我我    | 網谷正治   | 鈴木行           | 鈴木行           | 山形孝二                   |
| 35   | ワタシ@ワルクナイ              | 我@沒有錯              | 我@沒有錯             | 滝晃一     | 下田正美         | 左藤洋二         | 澤田貴秋 山内亜紀          |
| 36   | @ネットヴィーナス              | 網絡女神               | @網路女神             | 樋口達人   | 松浦錠平         | 松浦錠平         | 佐藤敏明 松下純子          |
| 37   | マモル@ユウタ                  | 阿守 勇太              | 守@勇太               | 伊藤美智子 | 博多正寿         | 磨積良亜澄       | 成川多加志                 |
| 38   | ユウタ…@                       | 勇太...                | 勇太…@                | 山田靖智   | いとがしんたろー | いとがしんたろー | 鎌田祐輔                   |
| 39   | プログラム@セイレーン          | 程式@賽蓮              | 程式@賽蓮             | 山田靖智   | 玉川真人         | 玉川真人         | 伊佐英朗                   |
| 40   | ズット@イッショ                | 永遠@在一起            | 永遠@在一起           | 山田靖智   | 所俊克           | 齋藤徳明         | 山形孝二                   |
| 41   | アエナイ…@アイタイ!            | 見不到...@想見面       | 見不到…@還想見        | 伊藤美智子 | 奥田誠治         | 美甘義人         | アベ正己 一居一平          |
| 42   | レジェンド@オリハルコン        | 傳說, 奧利哈爾鋼       | 傳說@歐里哈爾康       | 網谷正治   | 松浦錠平         | 松浦錠平         | 佐藤敏明 梶浦紳一郎        |
| 43   | ネット@タンテイダン            | 小孩 偵探團..          | 網絡@偵探團           | 滝晃一     | 所俊克           | いとがしんたろー | 澤田貴秋 山内亜紀          |
| 44   | ラビリンス@ディバイン          | 迷宮, 迪瓦因           | 迷宮@迪瓦因           | 山田靖智   | 中村近世         | 中村近世         | 梶浦紳一郎                 |
| 45   | バレンタインデー@ト♥           | 情人節的約會           | 情人節的約@會♥        | 網谷正治   | 玉川真人         | 玉川真人         | 櫻井このみ 小山知洋        |
| 46   | フシギノクニノ@カリン          | 花梨之夢遊仙境         | 花梨@夢遊仙境         | 滝晃一     | 岡佳広           | 岡佳広           | 成川多加志                 |
| 47   | バブバブ@ピポパ                | 牙牙學語PIPOPA         | 牙牙學語@PIPOPA       | 伊藤美智子 | 博多正寿         | 磨積良亜澄       | 山形孝二                   |
| 48   | サイゴノ@カケラ                | 尋找最後的碎片         | 最後的@碎片           | 網谷正治   | 松浦錠平         | 松浦錠平         | 梶浦紳一郎 佐藤敏明        |
| 49   | オトナタチ@コドモタチ          | 一群大人 一群小孩      | 大人們@孩子們         | 滝晃一     | 奥田誠治         | 美甘義人         | アベ正己 一居一平          |
| 50   | @スクエ!!                      | @拯救!!                | @拯救                 | 山田靖智   | 鈴木行           | 鈴木行           | 鎌田祐輔                   |
| 51   | キミト@ネットセカイヘ!         | 和你一起遨遊網路世界   | 和你一起@遨遊網絡     | 山田靖智   | 木村真一郎       | いとがしんたろー | 小沼克介 岩佐とも子        |

- 因為在2009年1月4日需要播放特別節目『神奇寶貝星期天』而暫停播放。因此第40話改為下週(2009年1月11日)播放。

## 各地電視台
| 日本 東京電視台 星期日8:30-9:00節目 | 日本 東京電視台 星期日8:30-9:00節目 | 日本 東京電視台 星期日8:30-9:00節目 |
| ----------------------------------- | ----------------------------------- | ----------------------------------- |
|                                     | （2008年4月6日 - 2009年3月29日）    |                                     |
| 楓之谷                              |                                     |                                     |

| 台灣 東森幼幼台 星期六、日18:00-18:30節目 （2009年12月5日起改為每週六10:00-10:30播出；2月13日、2月20日暫停播出） | 台灣 東森幼幼台 星期六、日18:00-18:30節目 （2009年12月5日起改為每週六10:00-10:30播出；2月13日、2月20日暫停播出） | 台灣 東森幼幼台 星期六、日18:00-18:30節目 （2009年12月5日起改為每週六10:00-10:30播出；2月13日、2月20日暫停播出） |
| --- | --- | --- |
| | （2009年8月1日 - 2010年3月20日）                                                                                 | |
| 五歲的心願 | 神奇寶貝鑽石&珍珠 重播                                                                                           | |

| 香港 無綫兒童台 星期六、日07:00-07:30節目 | 香港 無綫兒童台 星期六、日07:00-07:30節目 | 香港 無綫兒童台 星期六、日07:00-07:30節目 |
| ----------------------------------------- | ----------------------------------------- | ----------------------------------------- |
|                                           | （2011年1月22日 - 2011年7月23日）         |                                           |
| 寵物反斗星 （第1至49集）                  | 花漾明星III （第103集至第153集）          |                                           |
| 香港 無綫兒童台 星期一至五09:30-10:00節目 |                                           |                                           |
| 寵物反斗星 （第1至49集）                  | （2012年8月8日 - 2012年10月17日）         | 我們這一家VI （第261至331集）             |

| 翡翠台 星期一至五16:35-17:05（放學ICU時段內） 2012年4月10日 16:35 - 17:10 | 翡翠台 星期一至五16:35-17:05（放學ICU時段內） 2012年4月10日 16:35 - 17:10 | 翡翠台 星期一至五16:35-17:05（放學ICU時段內） 2012年4月10日 16:35 - 17:10 |
| ------------------------------------------------------------------------- | ------------------------------------------------------------------------- | ------------------------------------------------------------------------- |
|                                                                           | （2012年3月26日 - 2012年6月4日）                                          |                                                                           |
| Battle Spirits 少年激霸                                                   | 閃電十一人 （第66集至第127集）                                            |                                                                           |
| 翡翠台 星期一至六 06:00－06:25 5月22日停播                                |                                                                           |                                                                           |
| 恐龍王 重播                                                               | 重播 （2013年5月20日－2013年7月18日）                                     | 花漾明星III                                                               |

| TVB WINDOW 星期一至五 07:00－07:30 節目 | TVB WINDOW 星期一至五 07:00－07:30 節目 | TVB WINDOW 星期一至五 07:00－07:30 節目 |
| --------------------------------------- | --------------------------------------- | --------------------------------------- |
|                                         | （2013年9月19日－2013年11月28日）       |                                         |
| 寶石寵物                                | 光之美少女                              |                                         |

## 參註
1. 節目表顯示前者「網絡小精靈」，節目內顯示後者「網絡小精靈PIPOPA」
2. ↑  標題是依據字幕顯示的標題，不依配音說的標題
3. ↑  第一節播畢後，臨時插播了接近約15分鐘的《新聞提要》

## 外部連結
- （日語）日本東京電視台《光速大冒險PIPOPA》官方網站（页面存档备份，存于）
- （繁體中文）台灣群英社官方網站 （页面存档备份，存于）